# 4-Амінобензойна кислота
4-амінобензойна кислота або пара-амінобензойна кислота (ПАБК, англ. PABA, NH2-C6H5-COOH) — складова фолієвої кислоти (вітаміну В9), разом з якою утворює коферменти, необхідні для синтезу нуклеїнових кислот, метіоніну, інших біологічно активних речовин.
Вона стійка при нагріванні і зберігає активність при довгій тепловій обробці продуктів. В рослинах і тваринних тканинах пара-амінбензойна кислота здебільшого зв'язана з білками, поліпептидами та амінокислотами, а також міститься в вигляді ацетильного похідного.
Має альтернативну назву вітамін B10.[джерело?]